# Membre du Petit Déluge
Le membre du Petit Déluge de la commanderie du Déluge appartenait[Quand ?] aux Hospitaliers de l'ordre de Saint-Jean de Jérusalem et consistait en une trentaine d'arpents de terre. Il se trouvait sur le ressort de Linas.

## Sources
- Eugène Mannier, Les commanderies du grand prieuré de France d'après les documents inédits conservés aux archives nationales à Paris, Paris, 1872 (lire en ligne)